# Ливмане, Аквелина
Аквелина Ливмане (латыш. Akvelīna Līvmane; 13 июля 1951) — советская и латвийская театральная актриса. Заслуженная артистка Латвийской ССР (1989).

## Биография
Аквелина Ливмане родилась 13 июля 1951 года в посёлке Дубна Даугавпилсского района, в рабочей семье.
Окончила Валмиерскую 3-ю среднюю школу (1969), Народную студию киноактёра Рижской киностудии и театральный факультет Латвийской государственной консерватории им. Я. Витола (пятая студия Театра Дайлес, 1974). Училась на архитектурном факультете Рижского политехнического института (1969—1971).
Снималась в фильмах Рижской киностудии, преподавала актёрское мастерство в Народной студии киноактёра. Лауреат кинофестиваля «Большой Кристап» в номинации «Лучшая актриса», за исполнение одной из главных ролей в фильме режиссёра Яниса Стрейча «Осенние розы» (2005).
Была замужем за актёром Янисом Паукштелло.

## Признание и награды
- 1989 — Заслуженная артистка Латвийской ССР

## Творчество

### Роли в театре

#### Театр Дайлес
- 1972 — «Отилия и дети её детей» Гунара Приеде — Хелга
- 1973 — «Краткое наставление в любви» Рудольфа Блауманиса — Илзе
- 1974 — «Продавец дождя» Н. Ричарда Нэша — Лизи
- 1974 — «Последний барьер» инсценировка рассказа Андрея Дрипе — Пума
- 1975 — «Бранд» Генрика Ибсена — Герда
- 1977 — «Приходи на лестницу играть» Гунара Приеде — Белла
- 1977 — «Близнецы Чёртова кряжа» Эгонса Ливса — Занда
- 1979 — «Миндовг» Я. Марцинкевича — Морта
- 1981 — «Иосиф и его братья» Райниса — Аснате
- 1984 — «И дольше века длится день» Чингиза Айтматова — Зарипа
- 1985 — «Суд» Мары Залите — Смерть
- 1987 — «Сверкающий и тёмно-голубой» Петериса Петерсона — Северина
- 1989 — «Плащ Казановы» Аншлава Эглитиса — Анна
- 1991 — «Чудесное путешествие Нильса с дикими гусями» Сельмы Лагерлёф — Лиса Смирре
- 1993 — «Слуга двух господ» Карло Гольдони — Беатриче
- 1993 — «Хозяин» Ария Гейкинса — Она
- 1993 — «Танцы во время Луназы» Брайана Фрила — Агнесса
- 1994 — «Кредиторы» Юхана Августа Стринберга — Тёкла
- 1994 — «Носорог» Эжена Ионеско
- 1995 — «Эдип и Антигона» Софокла — Исмена
- 1997 — «С днём рождения, Ванда Джун!» Курта Воннегута — Пенелопа
- 1997 — «Стигма» Г. Репше — Ася
- 1997 — «Волшебная лампа Аладдина» Г. Редера — Эль Пинтачи
- 1997 — «Фиолетовое махровое полотенце» Гунара Приеде — Зина
- 1998 — «Вей, ветерок!» Райниса — Циепа
- 1999 — «Пареньки села Замшелого» Андрея Упита — Вирпулиене
- 2001 — «Сыр и мармелад» Л. Гундарса — Анита
- 2001 — «Маленький семейный бизнес» Алана Эйкборна — Поппи

#### Театр Скатуве
- 1996 — «Вечерний коктейль» Томаса Элиота — Юлия

## Фильмография
- 1971 — Наследники военной дороги — Илзе
- 1973 — Олег и Айна — Инга
- 1974 — Не бойся, не отдам!
- 1974 — Яблоко в реке — Анита
- 1975 — Мой друг — человек несерьёзный — туристка
- 1976 — Под страхом меча — мать Майи
- 1977 — Подарки по телефону — Инна Даркевица
- 1977 — Отблеск в воде — доктор
- 1977 — И капли росы на рассвете — Валя
- 1977 — Мужчина в расцвете лет — Вердиня
- 1978 — Потому что я — Айвар Лидак
- 1978 — Мужские игры на свежем воздухе — Таня
- 1979 — Ночь без птиц — Паула
- 1979 — Незаконченный ужин — Оса Турелль
- 1979 — Ждите «Джона Графтона» — Энн
- 1980 — Пожелай мне нелётной погоды — Маргарита
- 1981 — Женщина в белом — Мэриан Хелком
- 1982 — Личная жизнь Деда Мороза — Самита
- 1983 — Сад с призраком — Линда
- 1991 — Дитя человеческое — мать Бонифация
- 1992 — Тайны семьи де Граншан
- 2004 — Осенние розы